# Амбарцумян Едуард Андронікович
Амбарцумян Едуард Андронікович (вірм. Էդուարդ Համբարձումյան; рос. Амбарцумян Эдуард Андроникович; 23 лютого 1986, Сочі) — російський та вірменський боксер, чемпіон Європи серед аматорів.

## Аматорська кар'єра
Едуард Амбарцумян до 2007 року виступав за збірну Росії. 2003 року завоював срібну медаль на чемпіонаті Європи серед юніорів. 2004 року став чемпіоном світу на молодіжному чемпіонаті. Через конкуренцію не потрапляв на великі міжнародні змагання. 2007 року заради виступів на Олімпіаді перейшов під прапор Вірменії. На чемпіонаті світу 2007 переміг трьох суперників, а у чвертьфіналі програв Каваті Масацугу (Японія) і кваліфікувався на Олімпійські ігри 2008, на яких програв у першому бою Мануелю Фелікс Діасу (Домініканська республіка) — 4-11.
2008 року на чемпіонаті Європи завоював золоту медаль.
- В 1/16 фіналу переміг Дениса Лазарєва (Україна) — 9-5
- В 1/8 фіналу переміг Егідіюса Каваляускаса (Литва) —6-3
- У чвертьфіналі переміг Славу Кербер (Німеччина) — 11-4
- У півфіналі переміг Марціна Леговського (Польща) — 8-1
- У фіналі переміг Дьюла Кате (Угорщина) — RSCI 1

На цьому чемпіонаті Едуард Амбарцумян разом з Оганесом Даніеляном стали першими чемпіонами Європи з боксу з незалежної Вірменії.
На чемпіонаті світу 2009 програв у другому бою.